# اختلال شخصیت ضداجتماعی
اختلال شخصیت ضداجتماعی یا ناهنجاری شخصیت ضداجتماعی (به انگلیسی: Antisocial Personality Disorder) (شناخته‌شده به عنوان ASPD یا APD یا Sociopathy) یک اختلال شخصیتی است که با الگوی فراگیر و پایدار همدلی ناچیز و نادیده گرفتن و نقض حق دیگران برای منفعت شخصی به‌طور طولانی مدت مشخص می‌شود. این اختلال معمولاً در اوایل نوجوانی ظاهر می‌شود و در تمام زندگی فرد ادامه می‌یابد. به‌طور قابل توجهی بر عملکرد بین فردی و شغلی تأثیر می‌گذارد و اغلب منجر به اختلالات عمیق در کیفیت کلی زندگی می‌شود. افراد مبتلا به اختلال شخصیت ضداجتماعی اغلب درگیر رفتارهای مجرمانه هستند و تقلا می‌کنند تا از پیامدهای منفی اعمال خود درس بگیرند. سایر رفتارهای ضداجتماعی مانند وجدان کم یا ناچیز و عدم توانایی کنترل خشم شناخته می‌شود.
رفتار ضد اجتماعی به اقداماتی اطلاق می‌شود که به نقض حقوق دیگران و هنجارهای اجتماعی منجر می‌شود. این نوع رفتار شامل اعمالی مانند خشونت، دزدی، فریبکاری و تخریب اموال عمومی است. افرادی که به این نوع رفتارها تمایل دارند، معمولاً از همدلی و احساس مسئولیت نسبت به دیگران بی‌بهره‌اند. عوامل مختلفی همچون محیط اجتماعی، تربیت خانوادگی و مشکلات روانی می‌توانند در بروز این رفتارها مؤثر باشند. مقابله با رفتار ضد اجتماعی نیازمند رویکردهای پیشگیرانه و درمانی است که شامل آموزش مهارت‌های اجتماعی و حمایت‌های روانی می‌شود. آموزش تاب‌آوری تأثیرات قابل توجهی بر خانواده‌ها و تربیت فرزندان دارد.
اشخاص دارای اختلال شخصیت ضد اجتماعی سطوح غیرمعمولی از سروتونین را در مغز خود دارند. همچنین آنها رفتار تکانشی دارند و در انجام تصمیم‌های بلند مدت اکثراً به مشکل می‌خورند. این اختلال شخصیتی قبل از ۱۸ سالگی به دلیل رشد مغز قابل تشخیص نیست و معمولاً رفتارهای ضد اجتماعی در افراد زیر ۱۸ سال اختلال سلوک گفته می‌شود.
شیوع این ناهنجاری در افراد ۲۴ تا ۴۴ بیشتر و در ۴۵ سال به بالا کاهش می‌باشد

## علائم
علائم اختلال شخصیتی ضداجتماعی عبارت است از:
- تشخیص ندادن درست از غلط
- دروغ گویی مداوم
- بدبینی و ارزش قائل نبودن برای دیگران
- علاقه به دستکاری ذهن دیگران
- خود بزرگ‌بینی و صاحب نظر بودن
- پیروی نکردن از قوانین اجتماعی
- بی‌اعتنایی به حقوق دیگران
- تکانشگری و ضعف در برنامه‌ریزی بلند مدت
- پرخاشگری
- وجدان کم یا ناچیز و نبود پشیمانی
- ریسک نالازم بدون در نظر گرفتن خطرات آن برای خود و دیگران
- روابط ضعیف
- ضعف در یادگیری از اشتباه
- نبود مسئولیت پذیری[۴]

## خودشیفتگی
تفاوت اختلال شخصیت ضد اجتماعی با اختلال شخصیت خودشیفتگی این است که در خودشیفتگی ارتباطی با عواملی مانند اختلال سلوک در کودکی وجود ندارد و همچنین فرد خودشیفته کمتر پرخاشگر، تکانشی و فریب‌دهنده است.

## عوامل
کودکانی دارای اختلال سلوک اگر تا ۱۸ سالگی درمان نشوند، ممکن است دچار اختلال شخصیتی ضد اجتماعی شوند. عوامل دیگری مانند اختلال کم‌توجهی - بیش‌فعالی، افسردگی، اختلال نافرمانی مقابله‌جویانه و اختلالات گروه B نیز احتمال این اختلال شخصیتی را بالا می‌برد.

## معیارهایDSM-5
الف) فرد تقریباً در همه جنبه‌های زندگی به حقوق دیگران احترام نمی‌گذارد و آن‌ها را نقض می‌کند. این رفتار از ۱۵ سالگی شروع شده است، و سه مورد (یا بیشتر) از موارد زیر آن را نشان می‌دهند:
1. فرد با پیش نگرفتن رفتارهای قانونی، هنجارهای اجتماعی را رعایت نمی‌کند، و این موضوع را تکرار ارتکاب اعمال مجرمانه‌ای که به دستگیری او منجر می‌شوند نشان می‌دهد.
2. مکار و فریبکار است، و این موضوع را دروغگویی‌های مکرر، استفاده از نام‌های مستعار، یا کلاهبرداری از دیگران به منظور سودجویی شخصی یا لذت بردن نشان می‌دهند.
3. فرد بدون فکر و بلافاصله بر اساس امیال ناگهانی خود عمل می‌کند یا نمی‌تواند از پیش برنامه‌ریزی کند.
4. حسود، زود رنج، زودخشم، و تحریک پذیر، یا پرخاشگر است، و این موضوع را تکرار دعواها یا تهاجم‌های فیزیکی نشان می‌دهند.
5. با کارهای خطرناکی که انجام می‌دهد، ایمنی خود یا دیگران را رعایت نمی‌کند.
6. تقریباً در همه امور بی‌مسئولیت است، و این موضوع را تکرار قانون‌شکنی‌ها در محل کار یا رعایت نکردن مسئولیت‌های مالی نشان می‌دهند.
7. پشیمانی و عذاب وجدان ندارد، و این موضوع را بی‌تفاوتی او نسبت به ناراحت کردن دیگران، بدرفتاری با آنها، یا دزدیدن اموال آنها، یا تلاش برای توجیه این اعمال، نشان می‌دهند.

ب) فرد حداقل ۱۸ سال سن دارد.
پ) شواهد موجود نشان می‌دهند که فرد اختلال سلوک دارد و شروع آن قبل از ۱۵ سالگی بوده است.
ت) رفتار ضد اجتماعی صرفاً در طول اسکیزوفرنی یا اختلال دوقطبی روی نمی‌دهند.

## سینما
فیلم‌های زیر در رابطه با اختلال شخصیت ضد اجتماعی هستند:
- تنگه وحشت (۱۹۶۲)
- پرتقال کوکی (۱۹۷۱)
- هالووین (۱۹۷۸)
- تفاله (۱۹۷۹)
- فداکاری‌های کوچک (۱۹۸۹)
- رفقای خوب (۱۹۹۰)
- سکوت بره‌ها (۱۹۹۱)
- هفت  (۱۹۹۵)
- فارگو (۱۹۹۶)
- ترس کهن (۱۹۹۶)
- آقای ریپلی بااستعداد (۱۹۹۹)
- روانی آمریکایی (۲۰۰۰)
- دامر (۲۰۰۲)
- گیسی (۲۰۰۳)
- هیولا (۲۰۰۳)
- جایی برای پیرمردها نیست (۲۰۰۷)
- یتیم (۲۰۰۹)
- باید دربارهٔ کوین صحبت کنیم (۲۰۱۱)
- استوکر (۲۰۱۳)
- شرلوک (۲۰۱۰)
- شوالیه تاریکی (۲۰۰۸)
- سریال موش (۲۰۲۱) ساخت کره جنوبی